# Заикинский
Заи́кинский — хутор в Верхнедонском районе. Ростовской области.
Входит в состав Солонцовского сельского поселения.

## Население
| 1989 | 2002 | 2010 |
| ---- | ---- | ---- |
| 353  | ↘318 | ↘309 |

## Улицы
На хуторе имеется одна улица: Заикинская.